# Aat Verhoog
Adrianus (Aat) Verhoog (Rijswijk, 11 november 1933) is een Nederlandse schilder, graficus, beeldhouwer en architect, die behoort tot de Nieuwe Haagse school

## Leven en werk
Verhoog schreef zich in 1952 in aan de Koninklijke Academie van Beeldende Kunsten te Den Haag, waar hij in 1955 afstudeerde. Tot en met 1957 deed hij een vervolgopleiding aan de Vrije Academie voor Beeldende Kunsten te Den Haag. Over zijn docenten is weinig bekend. 
Hij hield zich in zijn werk voornamelijk bezig met figuurvoorstellingen, sport- en spelscènes en architectuur (als genre). Verhoog was medeoprichter van de groep Atol. En later met onder anderen Frans de Boo, Roger Chailloux, John Grosman, Guillaume Lo A Njoe, Karl Pelgrom, Jan Sierhuis, Pierre van Soest en Leo de Vries lid van de Amsterdamse kunstenaarsgroep Groep Scorpio.

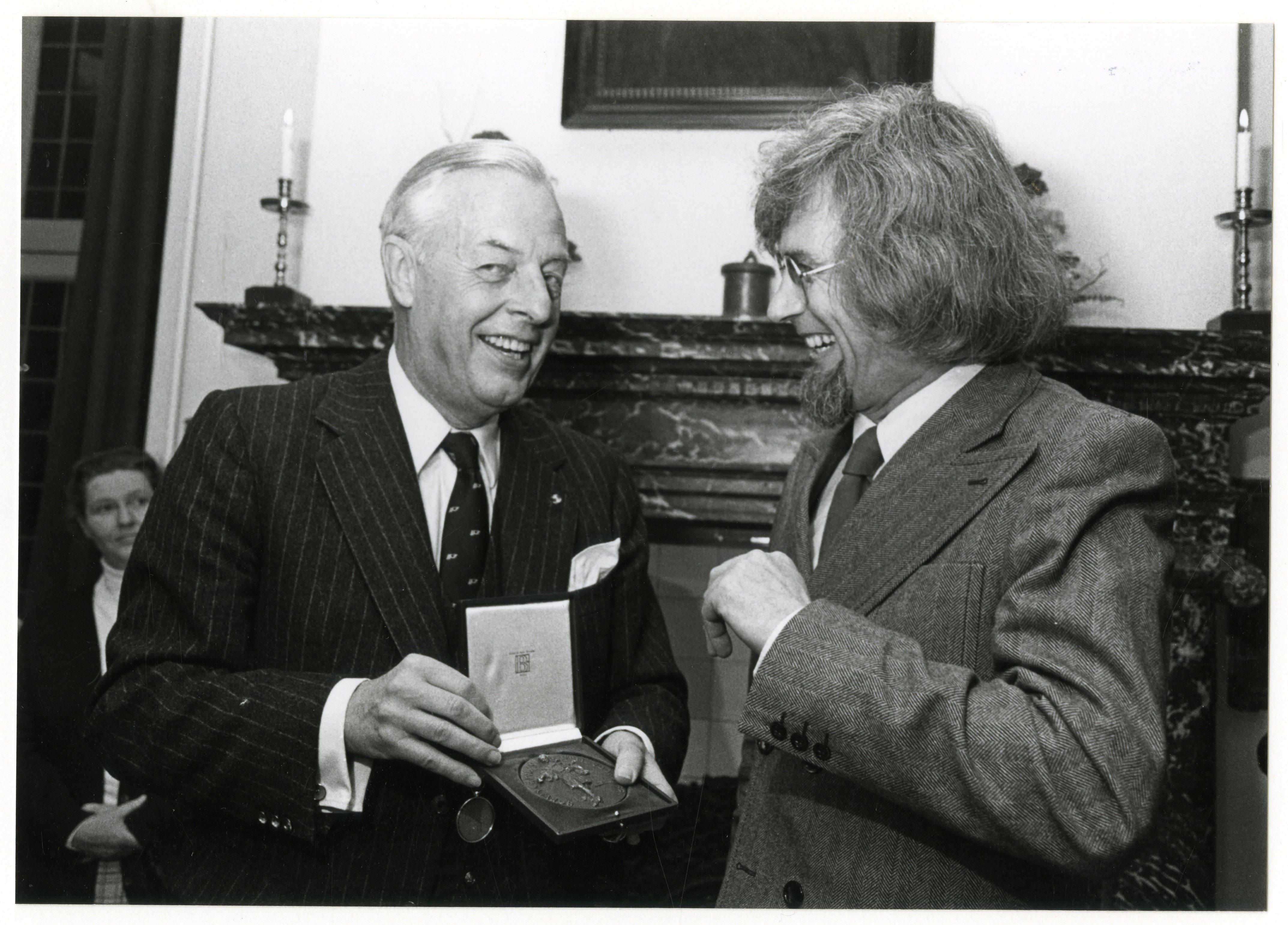
Burgemeester Antoine Feith reikt Hofwijckprijs uit aan Aat Verhoog, 1975

Verhoog won in 1957 de Jacob Marisprijs voor schilderkunst en in 1960 de Koninklijke Subsidie voor de Schilderkunst.

## Stijl
In het werk van Verhoog staat de mens centraal. Zijn werk is vaak een geschilderd verhaal. Zijn werk raakt regelmatig aan het magisch realisme. De klassieke mythologie is voor hem meer dan eens een inspiratiebron geweest. Zijn veelal in brons gegoten beelden zijn in dezelfde stijl als zijn schilderijen.

## Exposities (selectie)
- 1958 Biennale for Color Graphic, Cincinnati
- 1961 Biënnale van Parijs, Parijs
- 1965 Stedelijk Museum, Amsterdam
- 1970 7th International Biennial Exhibition of prints, Tokio
- 1973 Paleis voor Schone Kunsten, Brussel
- 1977 Art8/77, Bazel
- 1982 Dutch Art Fair, Amsterdam
- 1988 Pulchri Studio, Den Haag
- 1992 Art Exchange, Ottawa
- 1993 Museum 'Het Princessehof', Leeuwarden

- Digitale Bibliotheek voor de Nederlandse Letteren: verh272
- Gemeinsame Normdatei: 126929270
- International Standard Name Identifier: 0000 0000 5248 5936
- Library of Congress Control Number: nr2004038045
- Nederlandse Thesaurus van Auteursnamen: 071659080
- RKD-Nederlands Instituut voor Kunstgeschiedenis: 80378
- Union List of Artist Names: 500177475
- Virtual International Authority File: 17176528
- WorldCat: E39PBJjXhVkGBXbXy8fCwyK68C